# ボロネッドゥ
ボロネッドゥ（イタリア語: Boroneddu）は、イタリア共和国サルデーニャ自治州オリスターノ県にある、人口約200人の基礎自治体（コムーネ）。

## 地理

### 位置・広がり

#### 隣接コムーネ
隣接するコムーネは以下の通り。
- ギラルツァ
- ソッディ
- タダズーニ